# Isosaari (ö i Finland, Birkaland, Tammerfors, lat 61,80, long 23,61)
Isosaari är en ö i Finland. Den ligger i sjön Parkusjärvi och i kommunen Ylöjärvi i den ekonomiska regionen Tammerfors och landskapet Birkaland, i den södra delen av landet, 190 km norr om huvudstaden Helsingfors. Öns area är 2,1 hektar och dess största längd är 210 meter i sydöst-nordvästlig riktning.